# هوخه‌لون
هوخه‌لون (به هلندی: Hoogeloon) یک منطقهٔ مسکونی در هلند است که در بلادل واقع شده‌است. هوخه‌لون ۲٬۱۷۰ نفر جمعیت دارد.